# Liste des élèves de Frédéric Chopin
Cette page contient les noms des principaux élèves de Frédéric Chopin connus.
- Elizavieta Cheremietieff, comtesse russe (1819-?)
- Marcelina Czartoryska, princesse polonaise (1817-1894)
- Camille Dubois, née O'Meara (1828-1907). Elle devint une pianiste professionnelle
- Carl Filtsch (1830-1845)
- Émile Gaillard, (1821-1902)
- Émilie Gretsch, née von Timm (1821-1877)
- Adolf Gutmann (1819-1882)
- Maria Harder (1833-?)
- Maria Kalergis, comtesse polonaise (1822-1874)
- Marie de Krudner
- Wilhelm von Lenz (1809-1883)
- Georges Mathias (1826-1910)
- Karol Mikuli (1821-1897)
- F.-Henry Peru (1829/1830-1922)
- Éliza Peruzzi, née Eustafiew, comtesse
- Delfina Potocka (1807-1877)
- Émilie-Mary Roche, fille de Ignaz Moscheles (1827-1889)
- Charlotte de Rothschild, fille de James de Rothschild (1825-1899)
- Marie Roubaud de Cournand (1822-1917)
- Vera Rubio, née de Kologrivoff (1816-1880)
- Joseph Schiffmacher (1825-1888)
- Jane Stirling (1804-1859)
- Frederike Streicher, née Müller (1816-1895)
- Thomas Tellefsen (1823-1874)
- Bedrich Thun-Hohenstein, comte (1810-1881)
- Pauline Viardot (1821-1910)
- Zofia Zaleska, née Rosengardt (1824-1868)

## Sources
- Jean-Jacques Eigeldinger, Chopin vu par ses élèves, Paris, Fayard, 2006  (ISBN 9782213629162).
- Édouard Ganche, Dans le souvenir de Frédéric Chopin, Paris, Mercure de France, 1925.